# 장 드쿠
장 드쿠(Jean Decoux, 1884년 5월 5일 - 1963년 10월 21일)는 1940년 7월부터 1945년 3월 9일까지 프랑스의 비시 정부를 대표하는 프랑스령 인도차이나의 총독이었던 프랑스 해군 제독이었다.

## 초기 경력
드쿠는 원래 오트사부아주 출신의 세 자녀 중 한 명인 보르도에서 태어났다. 1901년 약 16세에 해군사관학교에 들어갔다. 그는 1903년에 2급 생도로 승격되었고, 다음 해 1급 생도가 되었다. 1906년 소위, 1913년 선상 대위가 되었다. 1920년 코르벳 함장, 1923년 프리깃 함장(지휘관), 1929년 함선 선장, 1935년 소장(1성급 소장)이 되었다. 그는 1921년 툴롱에서 방위 부문 사령관으로 임명되었다. 1938년 부제독 (2성급 소장)으로 승진했다.

## 인도차이나
1939년 1월 13일, 드쿠는 알베르 르브륑 대통령에 의해 극동 해군사령관으로 임명되었다. 5월 12일에 부전대사령관 (부제독)의 지위로 새로운 임명을 받았다.
1940년에 그는 조르주 카트루 장군의 뒤를 이어 프랑스령 인도차이나 총독으로 임명되었다. 전임자처럼 드쿠도 처음에는 추축국과 싸움을 계속하기를 원했으나, 빈약한 무장을 한 군대로 일본군을 감당하기 힘들다는 것을 깨닫고 필리프 페탱 정권에 충성을 맹세했다.
전하는 바에 의하면 드쿠는 8월 초 일본군으로부터 공군 기지를 건설하고 연합군의 중국으로의 보급로를 차단하기 위해 통킹(이후 베트남)을 통해 군대를 이동시킬 수 있는 권한을 요구했고 한다. 드쿠는 전보를 쳐서 상급자인 비시 정권에 도움을 요청했지만, 1940년 9월 20일 하이퐁 항구를 개장하여 조약에 서명했을 때도 도움을 받지 못한 채 일본군에게 그 지역에 병력을 주둔할 권리를 부여했다.
드쿠는 프랑스 식민지 개척자와 베트남인 간의 관계를 개선하고, 프랑스 인보다 두 배 많은 베트남인을 포함하는 연방협의회를 구성하고 프랑스 공무원의 공평한 임금과 함께 공무직에 베트남인을 등용했다.